# Gematigde bossen van Westland
De gematigde bossen van Westland (Engels: Westland temperate forests) vormen een ecoregio van gematigde bossen in het westen van het Zuidereiland in Nieuw-Zeeland.

## De ecoregio
De gematigde bossen van Westland bevinden bevinden zich langs het centrale westkustgedeelte van het Zuidereiland. Ten zuiden van deze ecoregio bevinden zich de gematigde bossen van Fiordland en ten noorden de gematigde bossen van Nelson Coast. In het westen wordt de ecoregio begrensd door de Tasmanzee en in het oosten door de Zuidelijke Alpen. In het Westland bevinden zich veel gletsjers. Een groot deel van de ecoregio wordt beschermd als onderdeel van het natuurlijk werelderfgoed Te Wahipounamu. De noordgrens van de ecoregio wordt gevormd door de Buller River en de zuidgrens door de Cascade River.

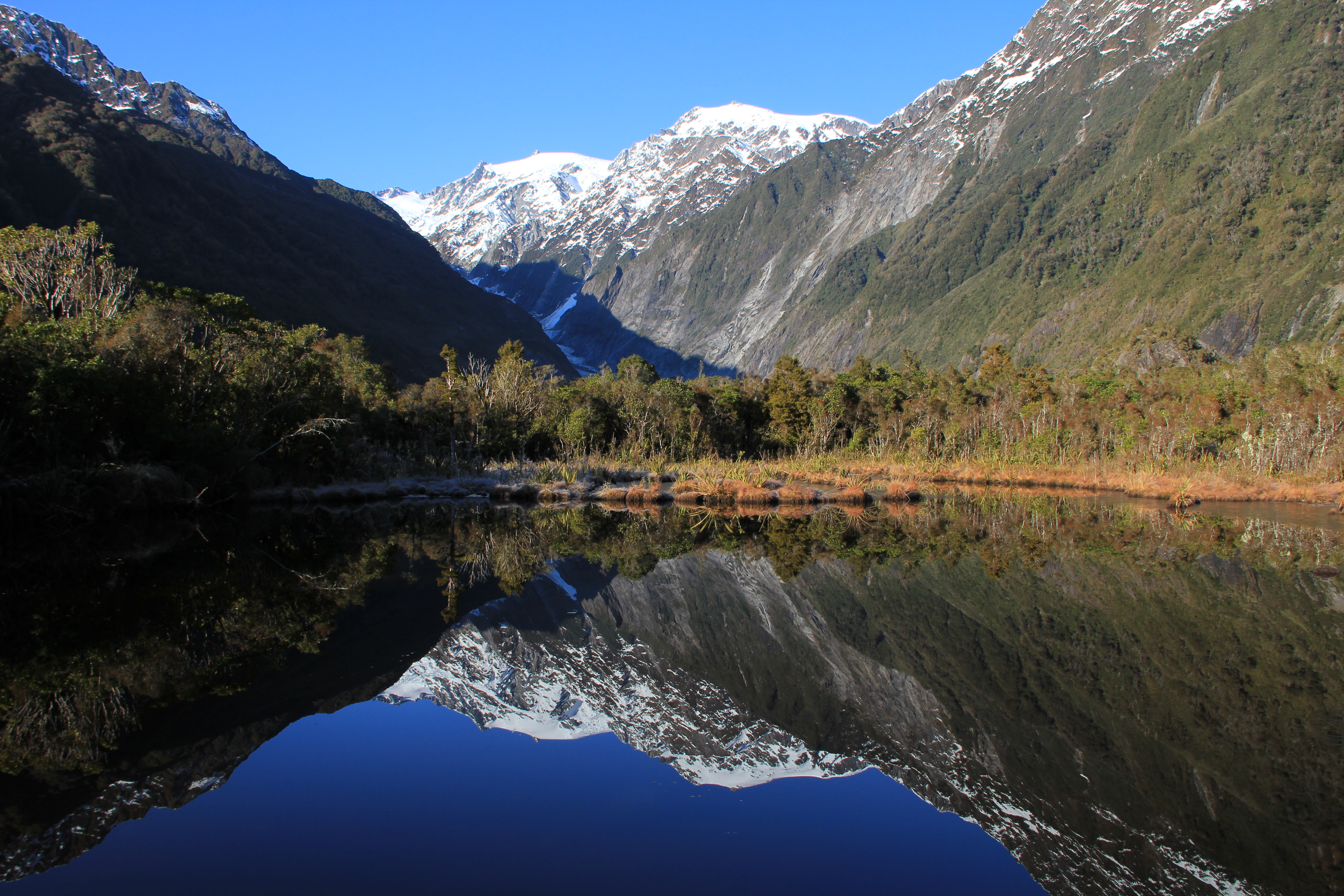
Bergmeer in Nationaal park Westland Tai Poutini

Twee aardkorstplaten, de Pacifische Plaat en de Australische Plaat komen hier met elkaar in botsing. De Zuidelijke Alpen stijgen abrupt op uit de smalle kustvlakte, waarbij de locatie waarbij de beide platen elkaar raken wordt gemarkeerd door de Alpine Fault. Ten oosten van deze breuklijn stijgt het land abrupt, met steile beboste hellingen doorsneden door diepe kloven die het smeltwater van de uitgestrekte sneeuwvelden erboven afvoeren. Op sommige plaatsen liggen bergtoppen van 3000 tot 3500 meter slechts 30 kilometer van de zee.
Tijdens de Kwartaire ijstijd bedekten grote ijslagen deze hele ecoregio. Deze lieten morenes en steile valleien achter. Verder bevinden zich in het Westland veel gletsjers en met uitzondering van de regio Fiordland is deze regio uitgebreider bedekt met gletsjers dan enig ander deel van Nieuw-Zeeland. Twee gletsjers, de Foxgletsjer en de Franz Josefgletsjer, reiken momenteel tot in de gematigde bossen van de laaglanden.
Het gesteentetype varieert aanzienlijk in deze regio, van de broze grauwacke van de Alpen tot gemetamorfoseerde leisteen en graniet nabij de Alpine Fault en een verscheidenheid aan sedimentair gesteente zoals zandsteen en siltsteen langs de kust. Bovendien wordt niet-geconsolideerd erosieafval van de bergen naar beneden afgevoerd via beekjes en rivieren en op brede terrassen langs de kustrand afgezet, waardoor deze steeds westwaarts wordt geduwd. Opvallend zijn ook de parallelle banden van beboste duinen en moerassen rond Haast die oude kustlijnen laten zien.
De zee heeft invloed op het hier heersende klimaat. Terwijl de overheersende westenwinden over de Tasmanzee waaien, worden warme luchtmassa's omhoog en over de Alpen geblazen. Dit leidt tot hoge regenval in de bergen die kan oplopen tot meer dan 14.000 millimeter per jaar. In de lage delen bedraagt dit gemiddeld 3000 millimeter. De overvloedige regenval die samengaat met een relatief mild klimaat (gemiddelde jaartemperatuur 11°C), zorgt voor een weelderige vegetatie.

## Flora
In het Westland verandert het landschap snel van vlak laagland naar bergen. De vegetatie verandert afhankelijk van de hoogte, die varieert tussen laagland (0-400 meter hoogte; bebost, inclusief lianen en epifyten), bergachtig (400-800 meter hoogte; bebost), subalpien (800-1200 meter hoogte; dicht struikgewas, laag bos), laagalpien (1200-1500 meter hoogte; laag struikgewas met hoge graslanden), hoogalpien (1500-2000 meter in sommige gebieden; kruidenvelden en korte graslanden) en nivelzones (zo laag als 1700 meter in sommige gebieden; ongelooflijk schaarse vegetatie, alleen korstmossen op sneeuwvrije rotsen).
Naast het hoogteverschil is ook de bodemgesteldheid bepalend voor welke soorten waar groeien. Zo groeien op jongere moreneoppervlakken die nog wat voedingsstoffen hebben vastgehouden in de bodem boomsoorten als zuidelijke rata (Metrosideros umbellata) en kamahi (Weinmannia racemosa). Deze boomsoorten zijn verder dominant op de steile bergwanden, samen met een verscheidenheid aan kleine bomen en struiken zoals Aristotelia serrata en mahoe (Melicytus ramifloris).
De rimu (Dacrydrium cupressinum) is toleranter ten opzichte van arme bodems en is een overheersende boom op oudere morenen en drogere rivierterrassen, terwijl de boomsoorten Lagarostrobos colensoi, Halocarpus biformis en Halocarpus bidwillii kunnen groeien op de oudste morenes, die de meest onvruchtbare en zure bodembedekking hebben. Dichte bossen van kahikatea (Dacrycarpus dacrydioides) bedekten ooit de vruchtbaardere riviervalleien waar overstromingen de bodem regelmatig voorzagen van nieuwe voedingsstoffen. Deze bossen zijn veelal gekapt en er is nog maar ongeveer 100 km2 van dit bostype over. Soorten als matai (Prumnopitys taxifolia) en totara (Podocarpus totara) waren ook overvloedig aanwezig in deze gebieden, maar zijn nu beperkt tot twee belangrijke overblijfselen (in totaal 6 km2) in de Waiho- en Whataroa-valleien.
Verschillende belangrijke laaglandbomen bereiken hun zuidelijke grens aan de westkust in de buurt van de gletsjers, met name toro (Myrsine salicina), hinau (Elaeocarpus dentatus) en Quintinia acutifolia.
Binnen deze ecoregio zijn de Podocarpen de dominante bomen die onderdeel uitmaken van zowel de kruinlaag als de struiklaag. Schijnbeuken (Nothofagus sp.) komen binnen deze ecoregio niet voor.

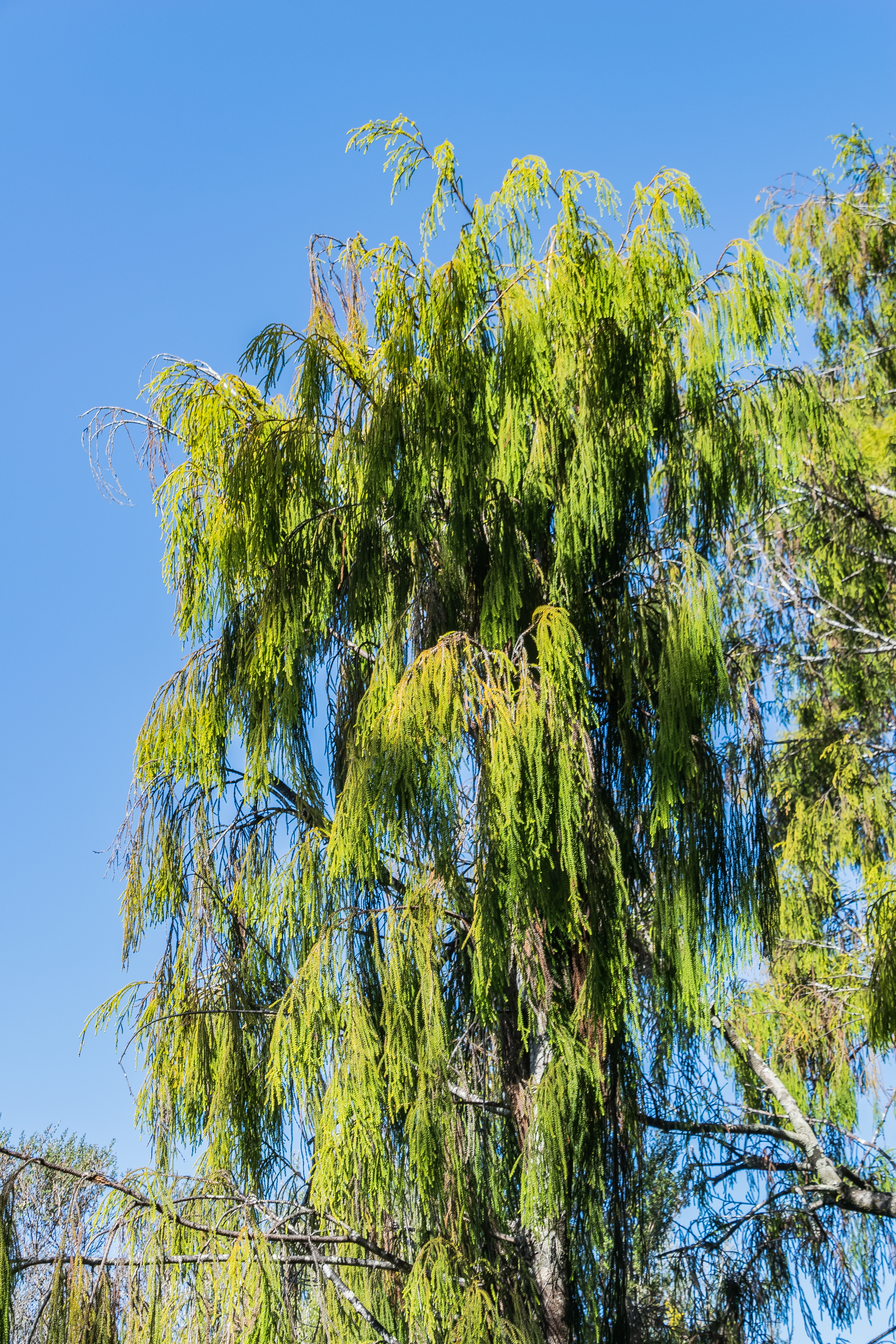
Dacrydium cupressinum
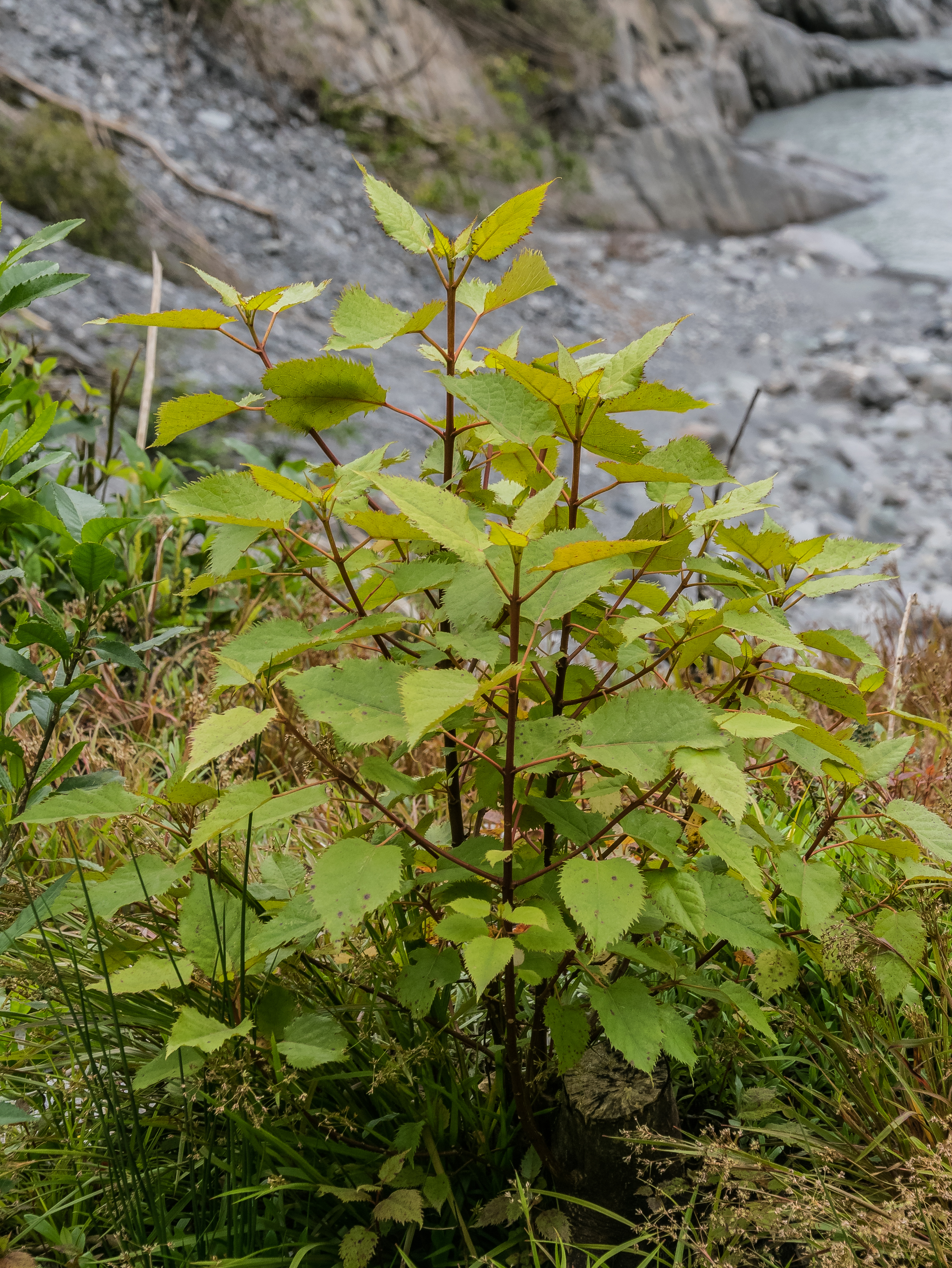
Aristotelia serrata
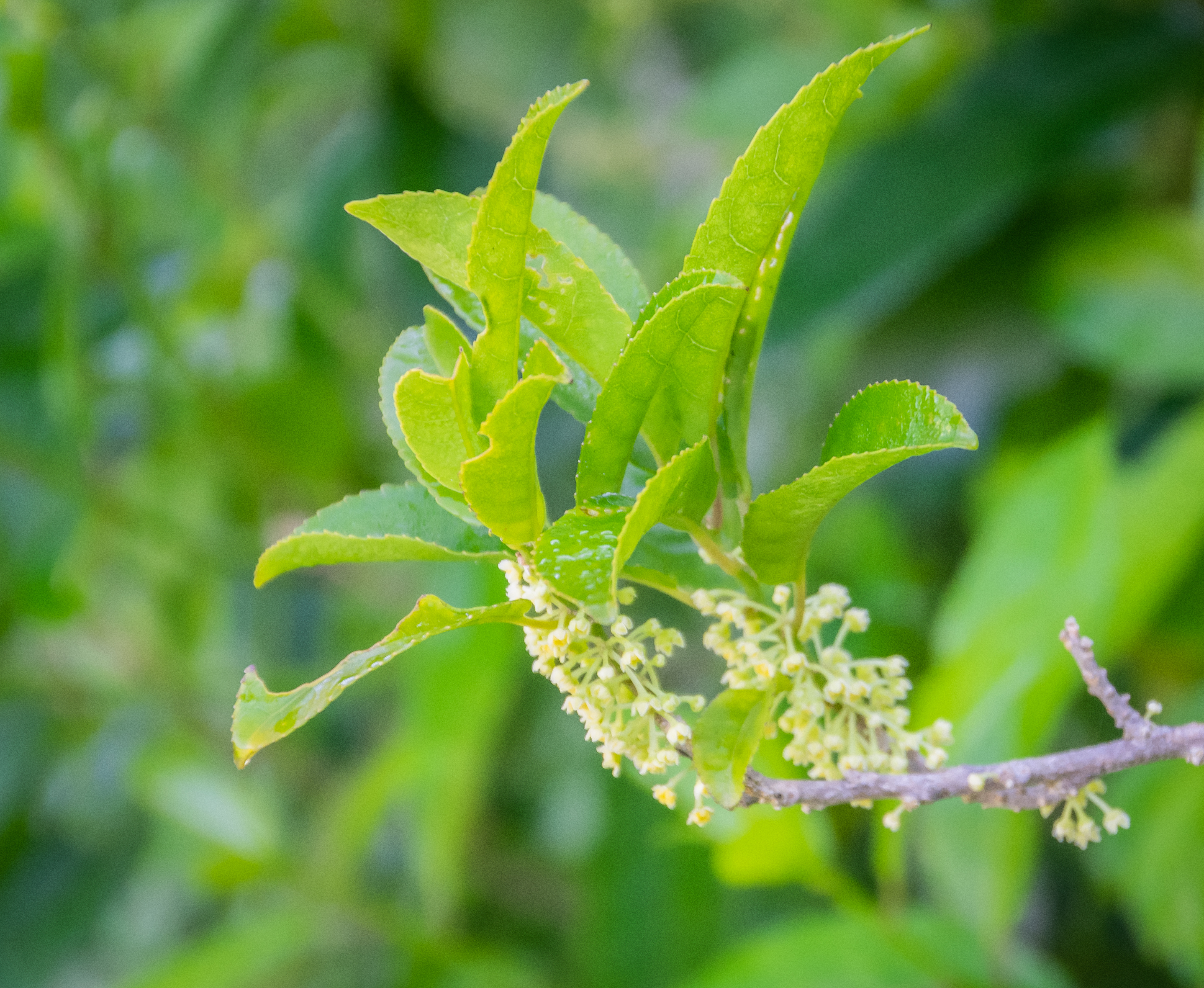
Melicytus ramiflorus
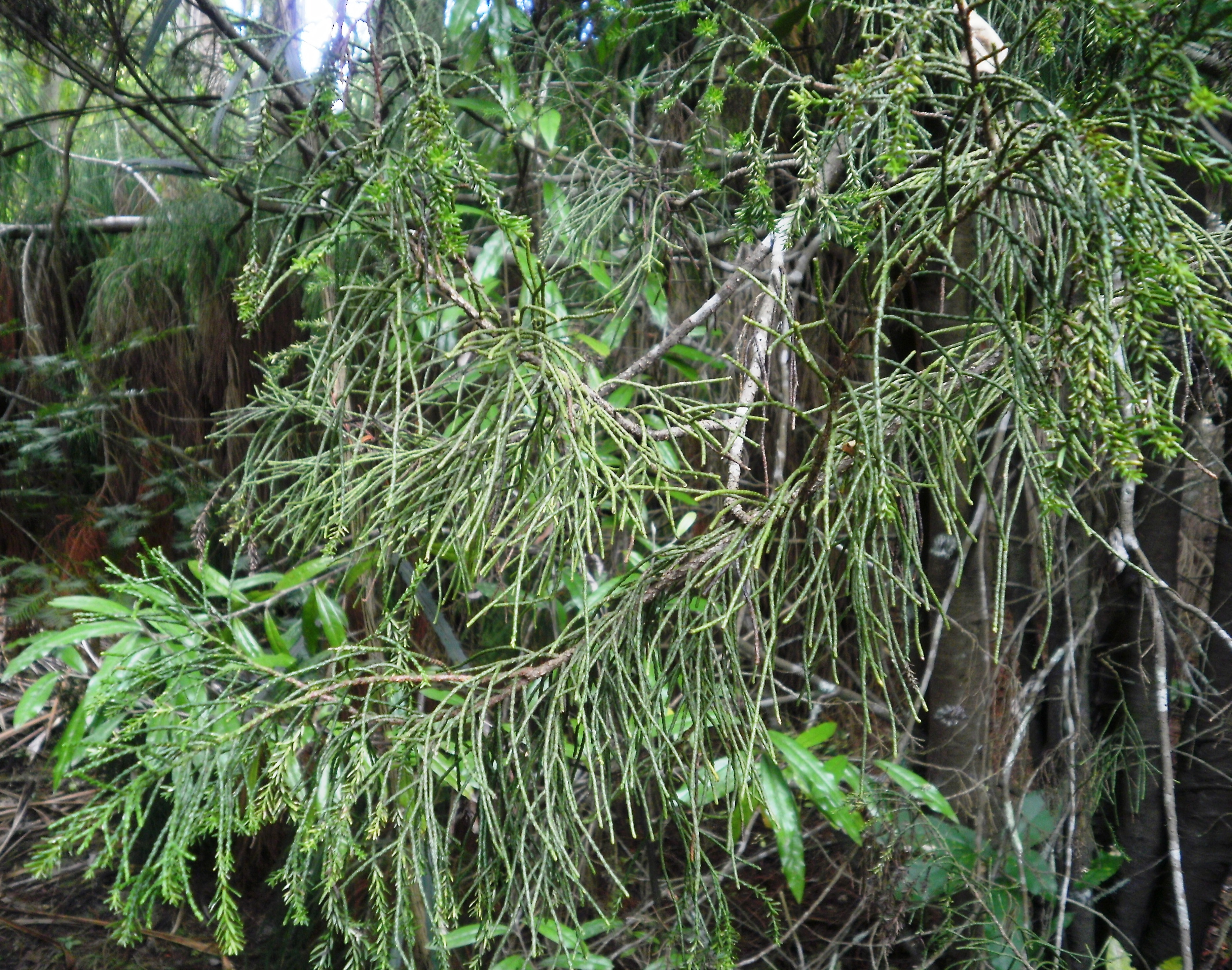
Lagarostrobos colensoi
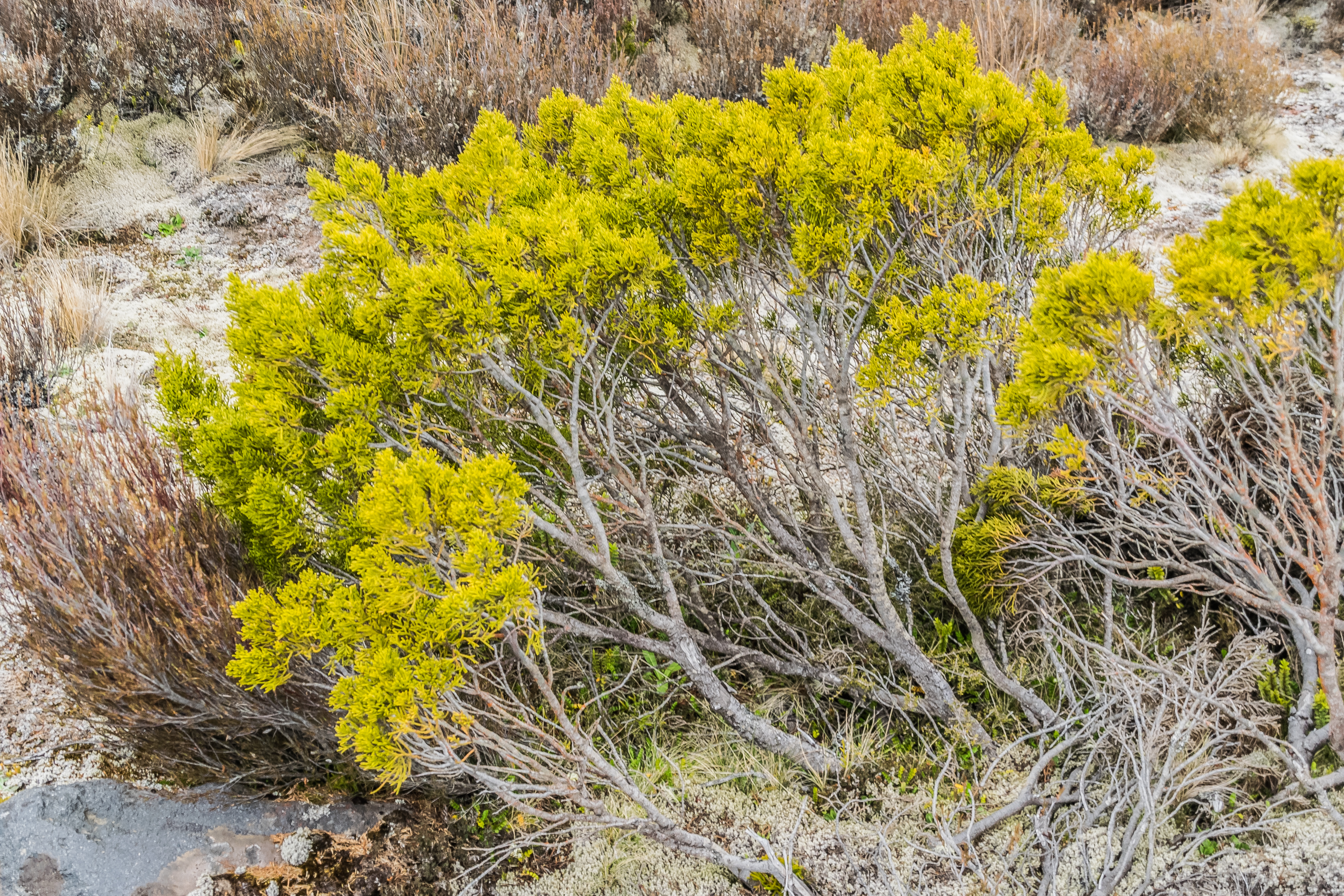
Halocarpus bidwillii

## Fauna
De grote gebieden met beschermd bos in het Westland kent een grote soortenrijkdom aan vogels. Naast de meer algemene vogelsoorten zoals de tui (Prosthemadera novaseelandiae) en Maoriwaaierstaart (Rhipidura fuliginosa) zijn er ongeveer 28 soorten bedreigde vogels in de regio, waaronder de endemische Rowikiwi (Apteryx rowi)) en, in Zuid-Westland, de Zuidereilandkiwi of tokoeka (Apteryx australis).
De aaneengesloten bossen binnen deze ecoregio, van de bergen tot aan de kust, komen ten goede aan vogels zoals de kwetsbare kaka (Nestor meridionalis) die op grote schaal foerageert en migreert op zoek naar voedsel. De kuststrook is ook belangrijk als broedplaats voor veel zeevogels en pinguïns, zoals de Fjordlandkuifpinguïn (Eudyptes pachyrhynchus) die nestelt in Fiordland en Westland, zo ver noordelijk als de Okarito-lagune.
De soortendiversiteit van ongewervelde alpiene en sub-alpiene dieren is hoog, 60 procent van de bekende soorten in Nieuw-Zeeland is aanwezig, waaronder de helft van de 1500 mottensoorten in Nieuw-Zeeland. Er zijn elf soorten vlinders aanwezig, waaronder de zeldzame Percnodaimon pluto die boven 1800 meter wordt aangetroffen. De vleesetende landslak Powelliphanta rossiana, die verschillende ondersoorten kent, werd ooit gevonden over de gehele lengte van het Zuidereiland, maar is nu beperkt tot een paar sub-alpiene locaties in de ecoregio.
De moerassen, meren en estuaria die tot deze ecoregio behoren, hebben hun eigen fauna. Hier komen zestien soorten inheemse zoetwatervissen van Nieuw-Zeeland voor, waaronder de bedreigde Galaxias argenteus, de Galaxias postvectis en de gevlekte snoekforel (Galaxias maculates). Veel moerasvogels gedijen hier, waaronder de Australische roerdomp (Botaurus poiciloptilus) en de Oosterse grote zilverreiger (Egretta intermedia). De Waitangiroto-rivier is de enige plaats waar de Oosterse grote zilverreiger broedt in Nieuw-Zeeland, hoewel ze ook in Australië aanwezig zijn. Ongeveer 55 paren delen hun kleine broedgebied met koningslepelaars (Platalea regia) en gevlekte aalscholvers (Phalacrocorax punctatus). In de sneller stromende bergstromen leven kleine aantallen van de blauwe eend (Hymenolaimus malacorhynchos), de enige bergeendensoort in Nieuw-Zeeland.

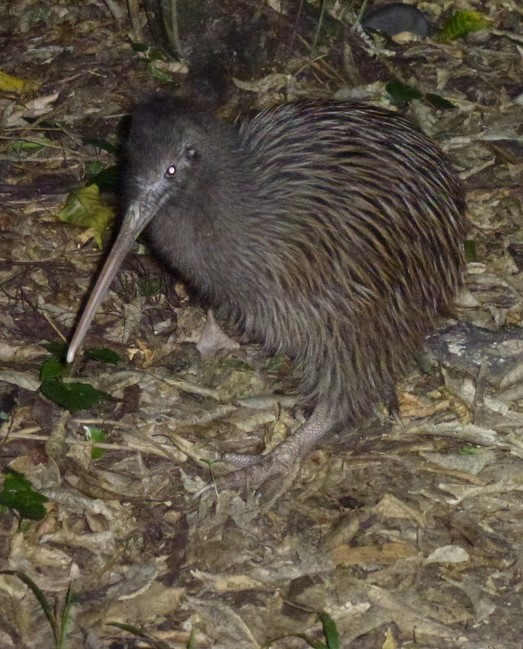
Rowikiwi
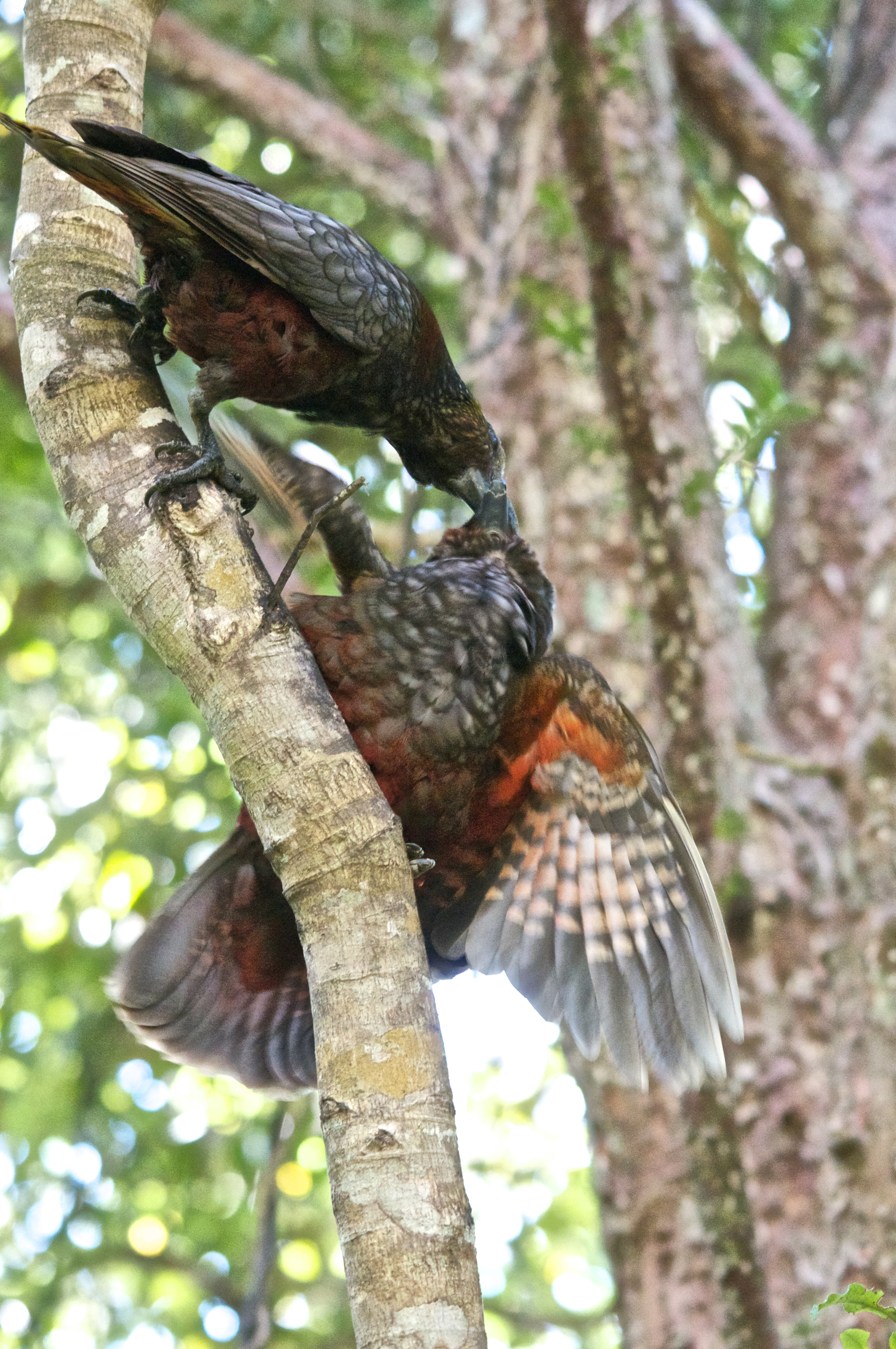
Kaka's
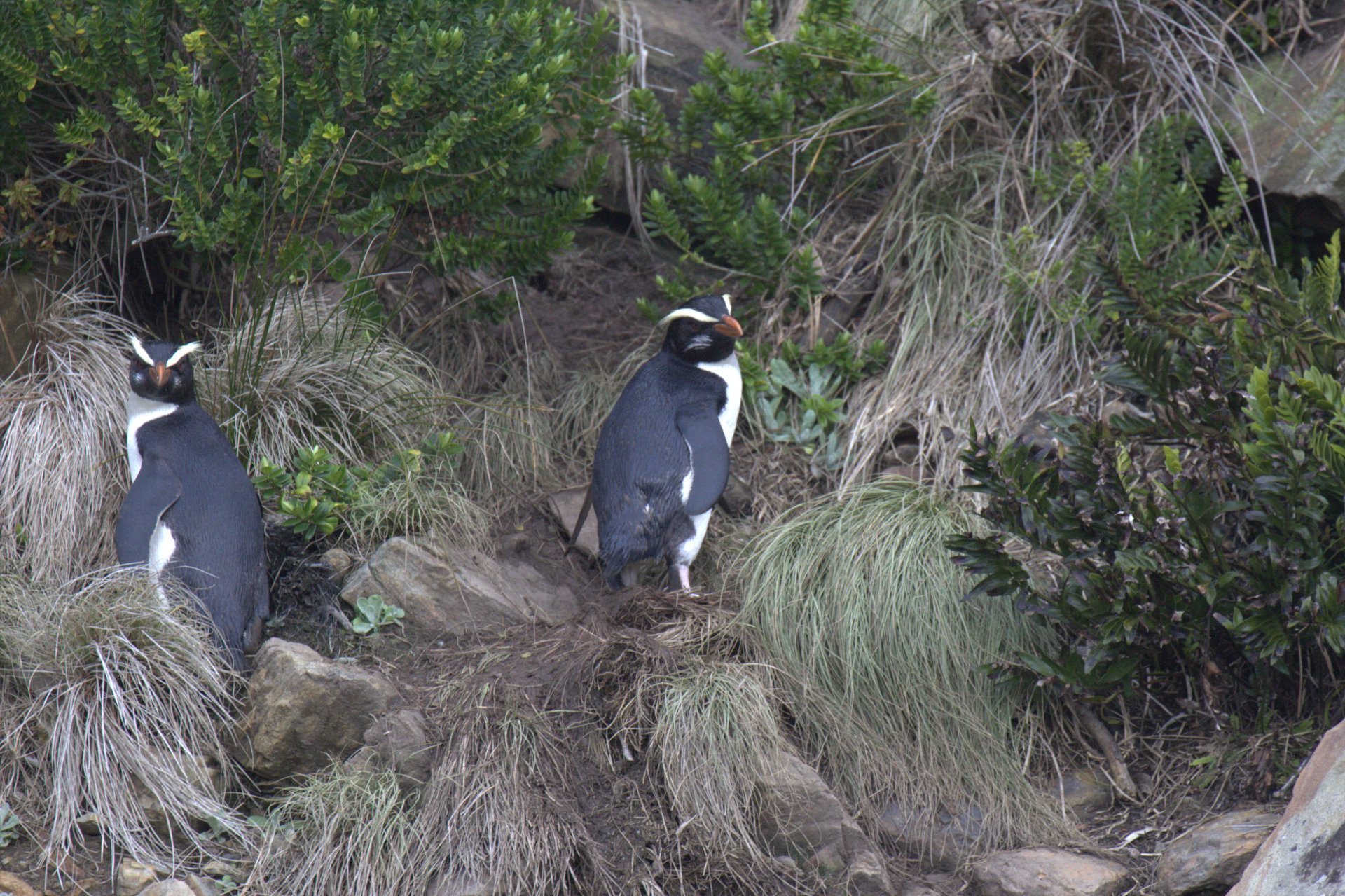
Fjordlandkuifpinguïn
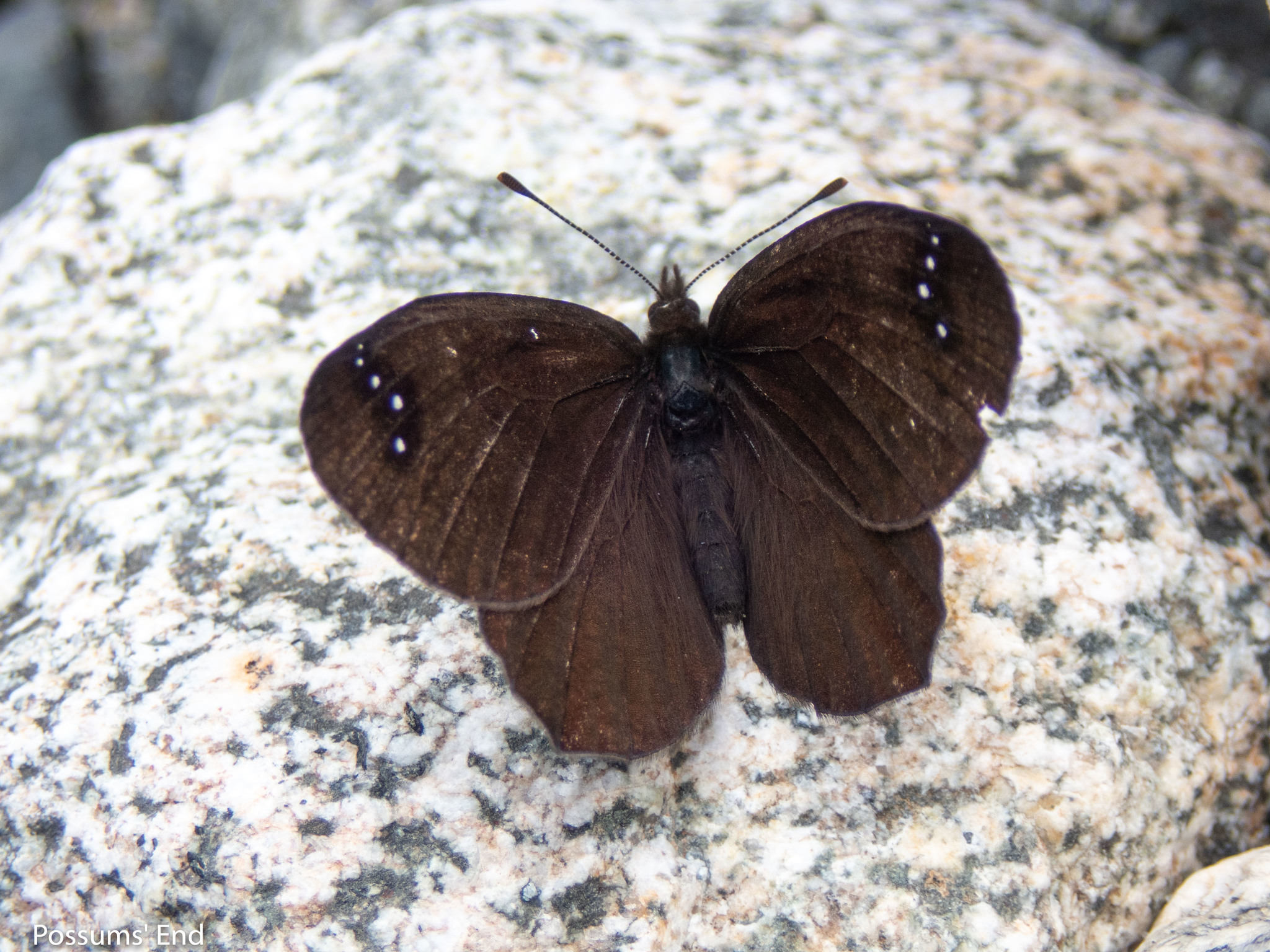
Percnodaimon pluto
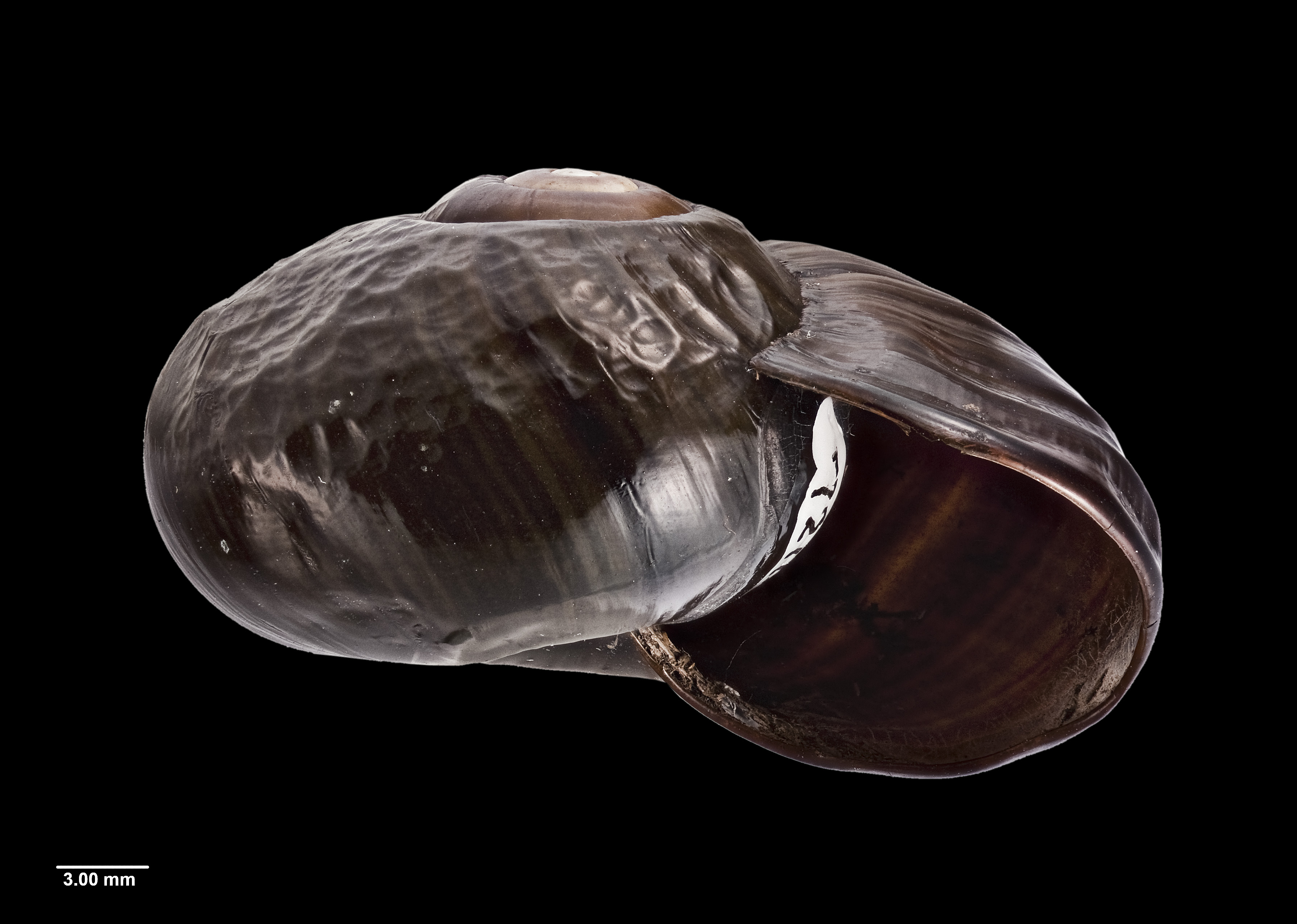
Powelliphanta rossiana
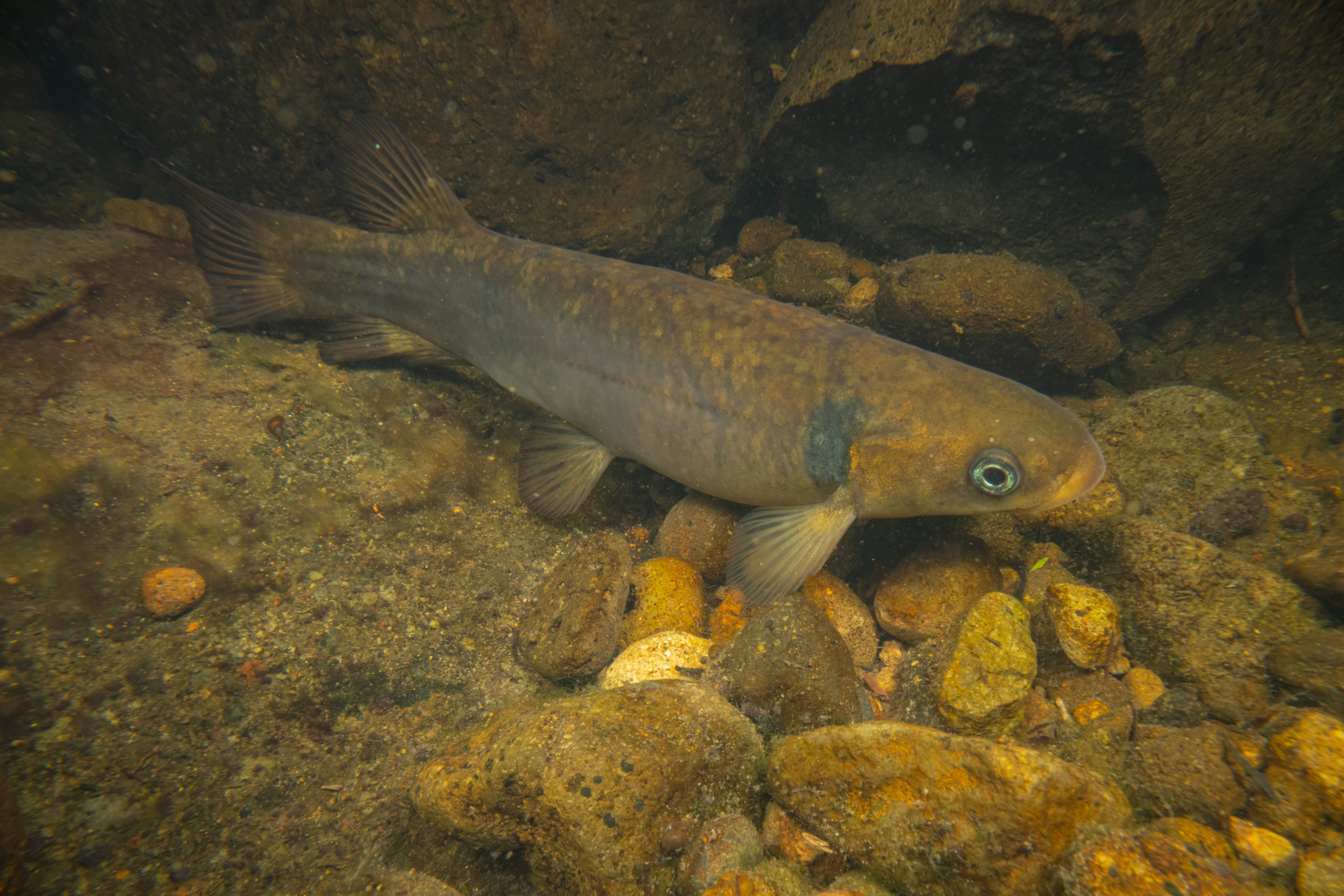
Galaxias postvectis